# Incidentiemeetkunde
In de wiskunde is een incidentiemeetkunde  een meetkunde die wordt gekenmerkt door een incidentierelatie.  Een incidentierelatie is in het algemeen een relatie tussen de elementen van twee verschillende, disjuncte verzamelingen, zoals een verzameling punten en een verzameling lijnen. Zo'n meetkunde wordt soms een punt-lijn-meetkunde genoemd.
Een incidentiemeetkunde geeft een axiomatische basis van een meetkunde, waarbij de vaak beschrijvende definities (die voortkomen uit waarneming) worden vervangen door definities op een abstract niveau met aanvankelijk alleen elementaire termen uit de verzamelingenleer. De elementen van de beide verzamelingen worden daarbij meestal niet nader gepreciseerd.

## Formele definities

### Structuur
Een incidentiestructuur (of incidentiesysteem) is een geordend drietal {\displaystyle ({\mathcal {P}},{\mathcal {L}},I)} waarin {\displaystyle {\mathcal {P}}} een verzameling ’punten’ is, {\displaystyle {\mathcal {L}}} een verzameling ’lijnen’  en {\displaystyle I} een relatie met de naam incidentierelatie:
{\displaystyle I\subset {\mathcal {P}}\times {\mathcal {L}}}
De elementen van {\displaystyle I} heten vlaggen. Is {\displaystyle (p,l)} een vlag, dan is {\displaystyle p} incident met {\displaystyle l}; notatie: {\displaystyle p\,I\,l}.
Informeel kan {\displaystyle p\,I\,l} worden gelezen worden als "{\displaystyle p} ligt op de lijn {\displaystyle l}" of als "{\displaystyle l} gaat door het punt {\displaystyle p}".

### Meetkunde
Een incidentiemeetkunde is een incidentiestructuur waarvoor geldt:
- (A0) Bij ieder tweetal punten {\displaystyle p} en {\displaystyle q} is er precies één lijn {\displaystyle l} waarmee {\displaystyle p} en {\displaystyle q} incident zijn.

De met A0 aangegeven bewering is het axioma van de incidentiemeetkunde. Dit axioma luidt in "meetkundetaal":
- elk paar verschillende punten bepaalt precies één lijn,
of:
- door elk paar verschillende punten gaat precies één lijn.

## Voorbeelden

### Voorbeeld 1

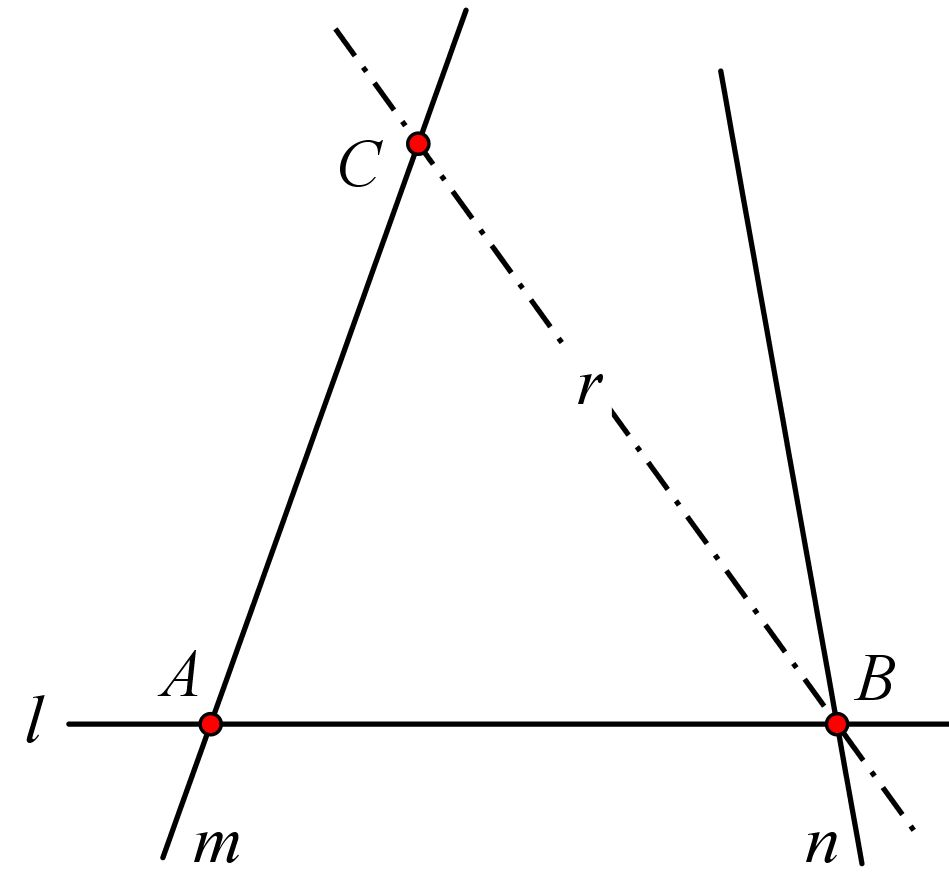
Illustratie van de incidentiemeetkunde

Gegeven zijn de verzamelingen {\displaystyle {\mathcal {P}}=\{A,B,C\}} en {\displaystyle {\mathcal {L_{e}}}=\{l,m,n\}}. Een incidentierelatie is vastgelegd door de verzameling vlaggen:
{\displaystyle I_{e}=\{(A,l),\,(A,m),\,(B,l),\,(B,n),\,(C,m)\}}
De hiermee vastgelegde incidentiestructuur is geen incidentiemeetkunde. Immers, de punten {\displaystyle B} en {\displaystyle C} zijn niet incident met eenzelfde lijn. Anders gezegd: er is geen lijn {\displaystyle x} die zowel incident is met {\displaystyle B} als met {\displaystyle C}.
Met {\displaystyle {\mathcal {P}}=\{A,B,C\}}, {\displaystyle {\mathcal {L}}=\{l,m,n,r\}} en:
{\displaystyle I=\{(A,l),\,(A,m),\,(B,l),\,(B,n),\,(C,m),\,(B,r),\,(C,r)\}}
is {\displaystyle M=({\mathcal {P}},{\mathcal {L}},I)} wél een incidentiemeetkunde; {\displaystyle M} is geïllustreerd in de hiernaast staande figuur.
Deze meetkunde kan ook met een incidentiematrix worden beschreven:
{\displaystyle (M)={\begin{matrix}{}&{\begin{matrix}l&m&n&r\\\end{matrix}}\\{\begin{matrix}A\\B\\C\\\end{matrix}}&\left({\begin{array}{*{35}{l}}1&1&0&0\\1&0&1&1\\0&1&0&1\\\end{array}}\right)\\\end{matrix}}}
Een element {\displaystyle (R,k)} in zo'n matrix ({\displaystyle R} staat in een rij, {\displaystyle k} staat in een kolom) heeft {\displaystyle 1} of {\displaystyle 0} als waarde met de volgende betekenis:
- {\displaystyle (R,k)=1} houdt in: {\displaystyle (R,k)} is een vlag in {\displaystyle {\mathcal {I}}}, of ook: {\displaystyle R} is incident met {\displaystyle k};
- {\displaystyle (R,k)=0} houdt in: {\displaystyle (R,k)} is geen vlag in {\displaystyle {\mathcal {I}}}, of ook: {\displaystyle R} is niet incident met {\displaystyle k}.

### Voorbeeld 2
Het euclidische platte vlak kan als volgt worden opgevat als een incidentiemeetkunde:
- {\displaystyle {\mathcal {P}}} is de verzameling van de (reële) punten in de tweedimensionale coördinatenruimte {\displaystyle \mathbb {R} ^{2}};
- {\displaystyle {\mathcal {L}}} is de verzameling van alle affiene rechte lijnen in {\displaystyle \mathbb {R} ^{2}};
- met {\displaystyle X\in {\mathcal {P}}} en met {\displaystyle l\in {\mathcal {L}}} geldt: {\displaystyle (X,l)\in I\Leftrightarrow X\in l} (d.w.z. {\displaystyle X} ligt op {\displaystyle l}).

### Voorbeeld 3
In de euclidische ruimte {\displaystyle \mathbb {R} ^{3}} vormen de lijnen uit de waaier door de oorsprong O de "punten" {\displaystyle {\mathcal {P}}}. Zij kunnen voorgesteld worden door de equivalentieklassen {\displaystyle [x]\ (x\in \mathbb {R} ^{3},x\neq 0)} van veelvouden van {\displaystyle x}, of door de eenheidsvectoren. De waaier van vlakken door O zijn de "lijnen" {\displaystyle {\mathcal {L}}}, voorgesteld door normaalvectoren op de vlakken, bijvoorbeeld door de eenheidsvectoren loodrecht op een vlak. Een "punt" {\displaystyle p=(x,y,z)\in {\mathcal {P}}} is incident met een "lijn" {\displaystyle l=(a,b,c)\in {\mathcal {L}}} als {\displaystyle p\perp l}, dus als
{\displaystyle p\cdot l=ax+by+cz=0}
Bij twee "punten" {\displaystyle p=(x_{1},y_{1},z_{1})} en {\displaystyle q=(x_{2},y_{2},z_{2})} is er precies één "lijn" {\displaystyle (a,b,c)} die incident is met beide, namelijk het vlak waarvan de eenheidsnormaalvector loodrecht staat op de lijnen die {\displaystyle p} en {\displaystyle q} vertegenwoordigen. Er moet gelden
{\displaystyle p\cdot l=ax_{1}+by_{1}+cz_{1}=0}
en
{\displaystyle q\cdot l=ax_{2}+by_{2}+cz_{2}=0}
die met de eis dat
{\displaystyle \|l\|=1}
precies één oplossing hebben, namelijk het genormeerde kruisproduct van {\displaystyle p} en {\displaystyle q}:
{\displaystyle p\times q=(y_{1}z_{2}-y_{2}z_{1},\,x_{2}z_{1}-x_{1}z_{2},\,x_{1}y_{2}-x_{2}y_{1})}
De gezochte lijn {\displaystyle (a,b,c)} is de genormeerde versie hiervan (of z'n equivalentieklasse).
En daarmee voldoet de incidentiestructuur {\displaystyle ({\mathcal {P}},{\mathcal {L}},I)} aan bovenvermeld axioma A0, zodat er sprake is van een incidentiemeetkunde.
Overigens kunnen de rollen van de "punten" en "lijnen' ook omgewisseld worden. De "lijnen" in de meetkunde zijn dan de lijnen uit de waaier door O. De "punten" zijn dan de vlakken in de waaier door O. Het "snijpunt" van twee lijnen is het vlak dat door de lijnen bepaald wordt en door twee "punten" gaat een lijn, de snijlijn van de twee vlakken.

## Deelstructuren, dimensie
Een verzameling {\displaystyle {\mathcal {D}}\subset {\mathcal {P}}} heet lineaire deelverzameling van {\displaystyle {\mathcal {P}}} als bij elke lijn {\displaystyle l\in {\mathcal {L}}} die incident is met twee punten in {\displaystyle {\mathcal {D}}}, ook elk ander punt dat incident is met {\displaystyle l}, tot {\displaystyle {\mathcal {D}}} behoort – alle punten van de lijnen {\displaystyle l} zijn dus element van {\displaystyle {\mathcal {D}}}.
Een lineaire deelverzameling {\displaystyle {\mathcal {D}}} van {\displaystyle {\mathcal {P}}} is dus samen met de daarbij door {\displaystyle {\mathcal {I}}} "aangewezen" lijnen een deelmeetkunde van {\displaystyle ({\mathcal {P}},{\mathcal {L}},{\mathcal {I}})}.
De  verzameling {\displaystyle {\text{span}}({\mathcal {D}})}, het lineair omhulsel van {\displaystyle {\mathcal {D}}}, is de doorsnede van alle lineaire deelverzamelingen die {\displaystyle {\mathcal {D}}} bevatten. Daarmee is {\displaystyle {\text{span}}({\mathcal {D}})} de "kleinste" lineaire deelverzameling die {\displaystyle {\mathcal {D}}} bevat.
Een deelverzameling {\displaystyle {\mathcal {B}}} van {\displaystyle {\mathcal {P}}} heet basis van {\displaystyle {\mathcal {P}}}, als {\displaystyle {\text{span}}({\mathcal {B}})={\mathcal {P}}} en er geen "kleinere" verzameling is die deze eigenschap heeft.

De dimensie van {\displaystyle {\mathcal {P}}}, en daarmee ook de dimensie van {\displaystyle M=({\mathcal {P}},{\mathcal {L}},{\mathcal {I}})}, wordt bepaald door de kardinaliteit van de verzameling {\displaystyle {\mathcal {B}}}:
{\displaystyle \dim({\mathcal {P}})=\dim(M)=|\ {\mathcal {B}}\ |-1}

### Voorbeeld

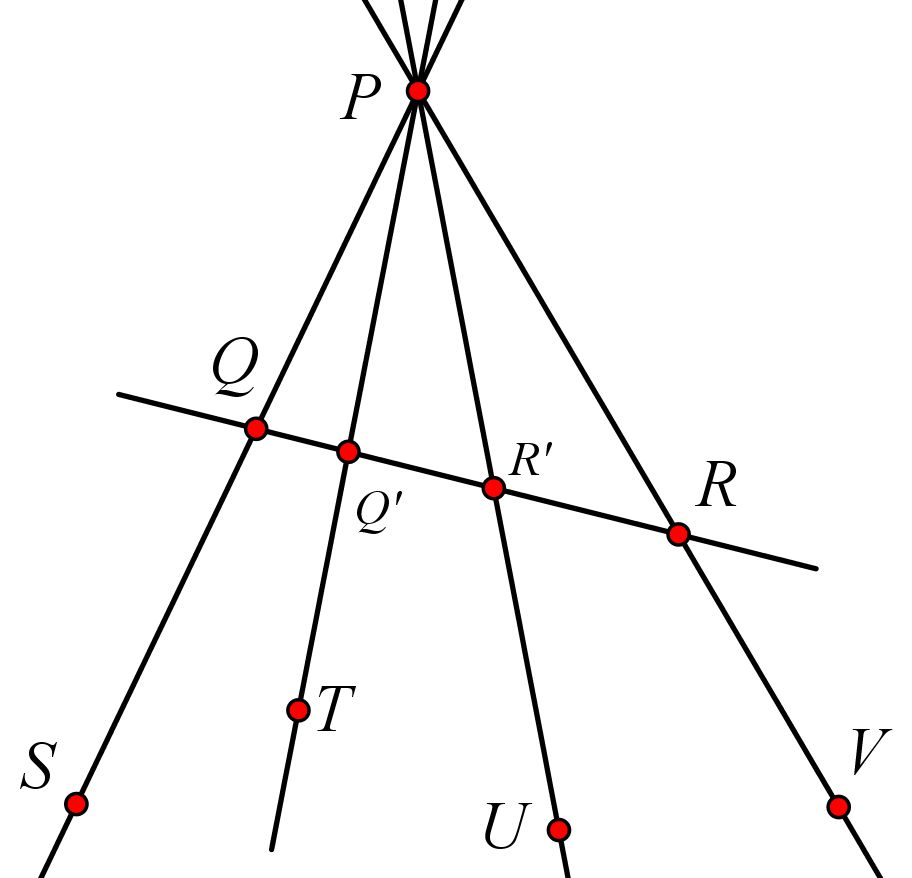
met basis

Gegeven is dat het tripel {\displaystyle M=({\mathcal {P}},{\mathcal {L}},{\mathcal {I}})} een incidentiemeetkunde is, waarbij {\displaystyle {\mathcal {P}}=\{P,Q,\dots ,V,Q',R'\}}; dus is {\displaystyle |\ {\mathcal {P}}\ |=9}. In de figuur hiernaast is {\displaystyle M} geïllustreerd. Daarbij zijn alleen die lijnen weergegeven die met drie of vier punten incident zijn.
De verzameling {\displaystyle {\mathcal {B}}=\{P,Q,R\}} is een basis van {\displaystyle {\mathcal {P}}}. Dus is:
{\displaystyle \dim(M)=|\ {\mathcal {B}}\ |-1=2}
Verder is {\displaystyle {\mathcal {N}}_{d}=\{S,T,U,V\}} een lineaire deelverzameling van {\displaystyle {\mathcal {P}}}. De lijnen die op grond van {\displaystyle {\mathcal {I}}} door de punten van {\displaystyle {\mathcal {N}}_{d}} gaan (die lijnen vormen een deelverzameling {\displaystyle {\mathcal {L}}_{d}} van {\displaystyle {\mathcal {L}}}, zijn samen met {\displaystyle {\mathcal {N}}_{d}} een deelmeetkunde {\displaystyle N=({\mathcal {N}}_{d},{\mathcal {L}}_{d},{\mathcal {I}})} van {\displaystyle M}. Een basis van {\displaystyle {\mathcal {N}}_{d}} is {\displaystyle {\mathcal {N}}_{d}} zelf. Zodat:
{\displaystyle \dim(N)=|\ {\mathcal {N}}_{d}\ |-1=3}
En daaruit blijkt dat het mogelijk is, dat de dimensie van een meetkunde kleiner is dan de dimensie van een deelmeetkunde van die meetkunde.

## Bijzondere incidentiemeetkundes
Door het toevoegen van axioma's kunnen andere meetkundes worden gedefinieerd of bijzondere eigenschappen van een meetkunde expliciet worden gemaakt. Zo wordt vaak aan de definitie van een incidentiemeetkunde toegevoegd:
(A') Er bestaan ten minste twee verschillende lijnen.

### Projectieve meetkunde
De projectieve meetkunde wordt meestal gedefinieerd als een uitbreiding van de euclidische meetkunde. Maar een definitie als incidentiemeetkunde, door toevoeging van enkele axioma's, is eveneens mogelijk.
Een incidentiemeetkunde is een projectieve meetkunde indien:
(A1) Elk tweetal lijnen is incident met ten minste één punt.
(A2) Elke lijn is incident met ten minste drie punten.
(A3) Er zijn ten minste twee verschillende lijnen (zie axioma A' hierboven).
Axioma A1 houdt in dat twee lijnen (die in hetzelfde vlak liggen - en dat moet dan nog worden gedefinieerd) altijd een snijpunt hebben; het evenwijdig zijn van lijnen is in een dergelijke meetkunde dus uitgesloten.
Als in een meetkunde niet voldaan wordt aan axioma A3, dan wordt die meetkunde wel ontaarde projectieve meetkunde genoemd.

### Affiene meetkunde

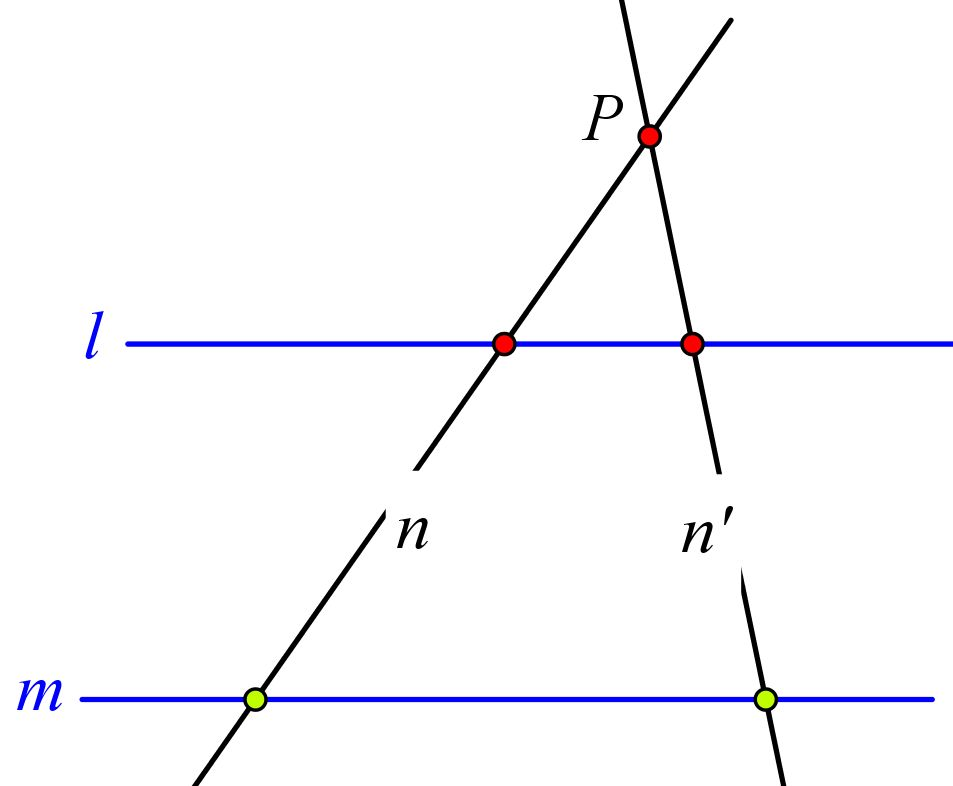
Trapeziumaxioma van de affiene meetkunde

Een incidentiemeetkunde is een affiene meetkunde indien wordt voldaan aan A2 en A3 en aan:
(A4) Er bestaat binnen de verzameling {\displaystyle {\mathcal {L}}} een equivalentierelatie die, bij een gegeven punt {\displaystyle p}, bij elke lijn {\displaystyle l} een eenduidig bepaalde lijn {\displaystyle m} vastlegt, waarbij {\displaystyle m} door {\displaystyle p} gaat. Notatie: {\displaystyle l//m}, uitspraak: {\displaystyle l} is evenwijdig met {\displaystyle m} (evenwijdigheid).
(A5) Als {\displaystyle l//m} is en {\displaystyle p} is een punt dat niet incident is met {\displaystyle l,m} en als daarbij {\displaystyle n,n'} lijnen zijn die door {\displaystyle p} gaan en die beide {\displaystyle l} snijden, dan snijden {\displaystyle n,n'} ook {\displaystyle m} (trapeziumaxioma).
Als in zo'n meetkunde niet aan axioma A2 wordt voldaan, is er sprake van een ontaarde affiene meetkunde.
Het trapeziumaxioma (A5) betekent dat twee evenwijdige lijnen altijd in eenzelfde vlak (mits gedefinieerd) liggen.
De definitie van een equivalentierelatie houdt onder meer reflexiviteit in; met andere woorden, in een affiene meetkunde is een lijn evenwijdig met zichzelf.